# Kangenan
Kangenan is een bestuurslaag in het regentschap Pamekasan van de provincie Oost-Java, Indonesië. Kangenan telt 4668 inwoners (volkstelling 2010).